# Chirita peduncularis
Chirita peduncularis är en tvåhjärtbladig växtart som beskrevs av Brian Laurence Burtt. Chirita peduncularis ingår i släktet Chirita och familjen Gesneriaceae. Inga underarter finns listade i Catalogue of Life.